# Liste der Monuments historiques in Sancy (Seine-et-Marne)
Die Liste der Monuments historiques in Sancy (Seine-et-Marne) führt die Monuments historiques in der französischen Gemeinde Sancy auf.

## Liste der Objekte
Zum Verständnis siehe: Kirchenausstattung
| Bezeichnung               | Beschreibung                                                    | Standort | Kennzeichnung | Schutzstatus | Datum | Bild |
| ------------------------- | --------------------------------------------------------------- | -------- | ------------- | ------------ | ----- | ---- |
| Gemälde im Hauptaltar     | 17. Jahrhundert; in der Kirche Notre-Dame de l’Assomption       | (Lage)   | PM77001648    | Classé       | 1906  |      |
| Skulptur Madonna und Kind | Holz, 14. Jahrhundert; in der Kirche Notre-Dame de l’Assomption | (Lage)   | PM77001649    | Classé       | 1968  |      |